# Сімейчине (селище)
Сімейчине (до 2025 — Сімейкине) — селище в Україні, у Молодогвардійській міській громаді Луганського району Луганської області. З 2014 року є окупованим. 4200 меш. (1967), 2653 меш. (2001). Підприємства для обслуговування залізничного транспорту, птахофабрика. Засноване 1910–1914.

## Географія
Географічні координати: 48°19' пн. ш. 39°32' сх. д. Часовий пояс — UTC+2. Загальна площа села — 5,21 км².
Селище міського типу розташоване за 21 км від м. Краснодона. У межах селища знаходиться однойменна залізнична станція.

## Історія
Селище будувалось у 1910–1914 роках одночасно із залізничною лінією Родакове—Лиха та залізничною станцією Сімейкине.
В 1917 році селище входить до складу Української Народної Республіки.
Внаслідок поразки Перших визвольних змагань селище надовго окуповане більшовицькими загарбниками.
У 1930-х роках побудовано паровозне і вагонне депо.
У 1932 році організовано радгосп «Сімейкинський».
В 1932–1933 селяни пережили сталінський геноцид.
В німецько-радянській війні на стороні СРСР брали участь 298 мешканців селища, із них 120 загинули, 128 були нагороджені радянськими орденами та медалями.
Під час німецької окупації в селищі діяли члени краснодонської підпільної організації «Молода гвардія»: П. Ф. Палагута, В. І. Ткачов, М. І. Миронов. За завданням штабу «Молодої гвардії» вони проводили антинімецьку агітацію, брали участь у бойових операціях. У середині січня 1943 року були арештовані та розстріляні гітлерівцями.
В післявоєнний період у Сімейкиному радянською владою було встановлено пам'ятник радянським воякам Червоної Армії. У 1974 році встановлено меморіальні плити, з прізвищами земляків, які загинули в роки війни.
У радянські часи в селищі знаходилась центральна садиба Сімейкинської птахофабрики.
З 24 серпня 1991 року селище входить до складу незалежної України.

## Інфраструктура
У селищі є загальноосвітня школа I–III ступенів, амбулаторія, ясла-садок, клуб, бібліотека, відділення поштового зв'язку, Братська могила радянських воїнів та пам'ятний знак на честь воїнів-односельців. Діє Свято-Пантелеймоновський храм.
Функціонують вагонне депо Сімейкине Донецької залізниці, яке займається ремонтом вагонів, та ПрАТ «Сімейкинське», яке спеціалізується на розведені птиці, вирощуванні зернових та технічних культур.

## Населення
За даними перепису 2001 року населення смт становило 2653 особи, з них 11,5% зазначили рідною мову українську, 88,24% — російську, а 0,26% — іншу.

## Пам'ятки
- Братська могила радянських воїнів та пам'ятний знак на честь воїнів-односельців, які загинули у роки Другої світової війни (вул. Поштова).

## Персоналії
- Палагута Павло Федосійович — учасник антинімецької організації «Молода гвардія»
- Миронов Микола Іванович — учасник антинімецької організації «Молода гвардія»
- Ткачов Василь Іванович — учасник антинімецької організації «Молода гвардія». У вересні 1943 року нагороджений медаллю «Партизану Вітчизняної війни» 1-го ступеня.